# Corymbia
Corymbia (K.D.Hill & L.A.S.Johnson, 1995) è un genere di piante appartenente alla famiglia delle Myrtaceae, originario di Australia e Nuova Guinea.

## Tassonomia
All'interno del genere Corymbia sono incluse le seguenti 91 specie:
- Corymbia abbreviata (Blakely & Jacobs) K.D.Hill & L.A.S.Johnson
- Corymbia abergiana (F.Muell.) K.D.Hill & L.A.S.Johnson
- Corymbia aparrerinja K.D.Hill & L.A.S.Johnson
- Corymbia arafurica K.D.Hill & L.A.S.Johnson
- Corymbia arenaria (Blakely) K.D.Hill & L.A.S.Johnson
- Corymbia arnhemensis (D.J.Carr & S.G.M.Carr) K.D.Hill & L.A.S.Johnson
- Corymbia aspera (F.Muell.) K.D.Hill & L.A.S.Johnson
- Corymbia aureola (Brooker & A.R.Bean) K.D.Hill & L.A.S.Johnson
- Corymbia bella K.D.Hill & L.A.S.Johnson
- Corymbia blakei K.D.Hill & L.A.S.Johnson
- Corymbia bleeseri (Blakely) K.D.Hill & L.A.S.Johnson
- Corymbia bloxsomei (Maiden) K.D.Hill & L.A.S.Johnson
- Corymbia brachycarpa (D.J.Carr & S.G.M.Carr) K.D.Hill & L.A.S.Johnson
- Corymbia bunites (Brooker & A.R.Bean) K.D.Hill & L.A.S.Johnson
- Corymbia cadophora K.D.Hill & L.A.S.Johnson
- Corymbia calophylla (R.Br. ex Lindl.) K.D.Hill & L.A.S.Johnson
- Corymbia candida K.D.Hill & L.A.S.Johnson
- Corymbia chartacea K.D.Hill & L.A.S.Johnson
- Corymbia × chillagoensis K.D.Hill & L.A.S.Johnson
- Corymbia chippendalei (D.J.Carr & S.G.M.Carr) K.D.Hill & L.A.S.Johnson
- Corymbia citriodora (Hook.) K.D.Hill & L.A.S.Johnson
- Corymbia clandestina (A.R.Bean) K.D.Hill & L.A.S.Johnson
- Corymbia clarksoniana (D.J.Carr & S.G.M.Carr) K.D.Hill & L.A.S.Johnson
- Corymbia clavigera (A.Cunn. ex Schauer) K.D.Hill & L.A.S.Johnson
- Corymbia cliftoniana (W.Fitzg.) K.D.Hill & L.A.S.Johnson
- Corymbia collina (W.Fitzg.) K.D.Hill & L.A.S.Johnson
- Corymbia confertiflora (Kippist ex F.Muell.) K.D.Hill & L.A.S.Johnson
- Corymbia dallachiana (Benth.) K.D.Hill & L.A.S.Johnson
- Corymbia dendromerinx K.D.Hill & L.A.S.Johnson
- Corymbia deserticola (S.G.M.Carr) K.D.Hill & L.A.S.Johnson
- Corymbia dichromophloia (F.Muell.) K.D.Hill & L.A.S.Johnson
- Corymbia disjuncta K.D.Hill & L.A.S.Johnson
- Corymbia dunlopiana K.D.Hill & L.A.S.Johnson
- Corymbia ellipsoidea (D.J.Carr & S.G.M.Carr) K.D.Hill & L.A.S.Johnson
- Corymbia eremaea (D.J.Carr & S.G.M.Carr) K.D.Hill & L.A.S.Johnson
- Corymbia erythrophloia (Blakely) K.D.Hill & L.A.S.Johnson
- Corymbia eximia (Schauer) K.D.Hill & L.A.S.Johnson
- Corymbia ferriticola (Brooker & Edgecombe) K.D.Hill & L.A.S.Johnson
- Corymbia ferruginea (Schauer) K.D.Hill & L.A.S.Johnson
- Corymbia ficifolia (F.Muell.) K.D.Hill & L.A.S.Johnson
- Corymbia flavescens K.D.Hill & L.A.S.Johnson
- Corymbia foelscheana (F.Muell.) K.D.Hill & L.A.S.Johnson
- Corymbia gilbertensis (Maiden & Blakely) K.D.Hill & L.A.S.Johnson
- Corymbia grandifolia (R.Br. ex Benth.) K.D.Hill & L.A.S.Johnson
- Corymbia greeniana (D.J.Carr & S.G.M.Carr) K.D.Hill & L.A.S.Johnson
- Corymbia gummifera (Gaertn.) K.D.Hill & L.A.S.Johnson
- Corymbia haematoxylon (Maiden) K.D.Hill & L.A.S.Johnson
- Corymbia hamersleyana (D.J.Carr & S.G.M.Carr) K.D.Hill & L.A.S.Johnson
- Corymbia hendersonii K.D.Hill & L.A.S.Johnson
- Corymbia henryi (S.T.Blake) K.D.Hill & L.A.S.Johnson
- Corymbia hylandii (D.J.Carr & S.G.M.Carr) K.D.Hill & L.A.S.Johnson
- Corymbia intermedia (F.Muell. ex R.T.Baker) K.D.Hill & L.A.S.Johnson
- Corymbia jacobsiana (Blakely) K.D.Hill & L.A.S.Johnson
- Corymbia kombolgiensis (Brooker & Dunlop) K.D.Hill & L.A.S.Johnson
- Corymbia lamprophylla (Brooker & A.R.Bean) K.D.Hill & L.A.S.Johnson
- Corymbia latifolia (F.Muell.) K.D.Hill & L.A.S.Johnson
- Corymbia leichhardtii (F.M.Bailey) K.D.Hill & L.A.S.Johnson
- Corymbia lenziana (D.J.Carr & S.G.M.Carr) K.D.Hill & L.A.S.Johnson
- Corymbia leptoloma (Brooker & A.R.Bean) K.D.Hill & L.A.S.Johnson
- Corymbia ligans K.D.Hill & L.A.S.Johnson
- Corymbia maculata (Hook.) K.D.Hill & L.A.S.Johnson
- Corymbia nesophila (Blakely) K.D.Hill & L.A.S.Johnson
- Corymbia novoguinensis (D.J.Carr & S.G.M.Carr) K.D.Hill & L.A.S.Johnson
- Corymbia oocarpa (D.J.Carr & S.G.M.Carr) K.D.Hill & L.A.S.Johnson
- Corymbia × opacula L.A.S.Johnson
- Corymbia pachycarpa K.D.Hill & L.A.S.Johnson
- Corymbia papillosa K.D.Hill & L.A.S.Johnson
- Corymbia papuana (F.Muell.) K.D.Hill & L.A.S.Johnson
- Corymbia paractia K.D.Hill & L.A.S.Johnson
- Corymbia pauciseta K.D.Hill & L.A.S.Johnson
- Corymbia × pedimontana L.A.S.Johnson
- Corymbia peltata (Benth.) K.D.Hill & L.A.S.Johnson
- Corymbia petalophylla (Brooker & A.R.Bean) K.D.Hill & L.A.S.Johnson
- Corymbia plena K.D.Hill & L.A.S.Johnson
- Corymbia pocillum (D.J.Carr & S.G.M.Carr) K.D.Hill & L.A.S.Johnson
- Corymbia polycarpa (F.Muell.) K.D.Hill & L.A.S.Johnson
- Corymbia polysciada (F.Muell.) K.D.Hill & L.A.S.Johnson
- Corymbia porrecta (S.T.Blake) K.D.Hill & L.A.S.Johnson
- Corymbia ptychocarpa (F.Muell.) K.D.Hill & L.A.S.Johnson
- Corymbia rhodops (D.J.Carr & S.G.M.Carr) K.D.Hill & L.A.S.Johnson
- Corymbia scabrida (Brooker & A.R.Bean) K.D.Hill & L.A.S.Johnson
- Corymbia serendipita (Brooker & Kleinig) A.R.Bean
- Corymbia setosa (Schauer) K.D.Hill & L.A.S.Johnson
- Corymbia sphaerica K.D.Hill & L.A.S.Johnson
- Corymbia stockeri (D.J.Carr & S.G.M.Carr) K.D.Hill & L.A.S.Johnson1
- Corymbia terminalis (F.Muell.) K.D.Hill & L.A.S.Johnson
- Corymbia tessellaris (F.Muell.) K.D.Hill & L.A.S.Johnson
- Corymbia torelliana (F.Muell.) K.D.Hill & L.A.S.Johnson
- Corymbia torta K.D.Hill & L.A.S.Johnson
- Corymbia trachyphloia (F.Muell.) K.D.Hill & L.A.S.Johnson
- Corymbia umbonata (D.J.Carr & S.G.M.Carr) K.D.Hill & L.A.S.Johnson
- Corymbia watsoniana (F.Muell.) K.D.Hill & L.A.S.Johnson1
- Corymbia xanthope (A.R.Bean & Brooker) K.D.Hill & L.A.S.Johnson
- Corymbia zygophylla (Blakely) K.D.Hill & L.A.S.Johnson